# Sophonisba
Sophonisba (ook geschreven als: Sophonisbe, Sophoniba, Punisch: 𐤑𐤐𐤍𐤁𐤏𐤋 Ṣap̄anbaʿal) was een Carthaagse edelvrouwe die leefde tijdens de Tweede Punische Oorlog. Ze werd beroemd om het feit dat ze zichzelf liever vergiftigde dan zich te laten vernederen in een Romeinse triomftocht.

## Biografie
Sophonisba werd geboren als een dochter van Hasdrubal Gisco. Volgens Lucius Cassius Dio was Sophonisba een grote schoonheid en was ze tot aan 206 v.Chr. verloofd met de Numidische koning Massinissa, maar nadat hij in dat jaar een verbond sloot met Rome werd de verloving verbroken. Hasdrubal zocht daarop een nieuwe bondgenoot en vond deze in Syphax, de koning van de westelijke Numidiërs. Syphax werd in de slag bij de Bagradas verslagen door Scipio Africanus en Sophonisba viel hierbij in de handen van Massinissa. Deze werd op slag verliefd op haar en trouwde met Sophonisba. Toen Scipio echter het nieuws vernam dat Syphax onder de invloed Sophonisba zich tegen de Romeinen had gekeerd ging Scipio niet akkoord met deze verbintenis. Hij eiste haar onmiddellijke overgave zodat hij haar naar Rome kon brengen en haar kon meevoeren in zijn triomftocht. Ondanks dat Massinissa van Sophonisba hield ging hij ermee akkoord om haar te verlaten. Hij vertelde haar dat hij haar niet kon beschermen tegen de gevangenschap en vroeg haar daarom om te sterven als een echte Carthaagse prinses. Ze nam hierop de gifbeker ter hand en dronk deze op. Vervolgens bracht Massinissa haar lijk naar Scipio.

## In de kunst
Het verhaal van Sophonisba vormde de inspiratie voor vele toneelstukken, gedichten, films en schilderijen. Zo wordt haar verhaal verteld in het postume gedicht Africa van Petrarca. In 1606 zou John Marston zijn tragedie The Wonder of Women baseren op haar leven. De Nederlandse toneelschrijver Pieter Willem van Haps schreef in 1693 een treurspel over haar. Pierre Corneille wijdde in 1663 een tragedie aan haar. Daarnaast komt ze ook voor in de speelfilm Cabiria uit 1913. Haar sterfscène wordt uitgebeeld op verschillende schilderijen van onder meer Mattia Preti, Gabriel Metsu, Pierre-Narcisse Guérin en Salomon Koninck.